# Juan Angel Bravo
Juan Angel Bravo est l'une des trois paroisses civiles de la municipalité d'Ezequiel Zamora dans l'État de Cojedes au Venezuela. Sa capitale est La Sierra.

## Géographie

### Démographie
Hormis sa capitale La Sierra, la paroisse civile possède plusieurs localités :
- Campo Allegre
- El Regalo
- La Sierra
- Las Tres Personas
- Paja Brava
- Tucuragua